# Christiane Pielke
Christiane Pielke (n. 12 mai 1963, Hannover, RFG) este o înotătoare germană, medaliată olimpică. A participat la 2 ediții ale Jocurilor Olimpice (1984, 1988) în care a câștigat o medalie de bronz.